# 차영훈
차영훈(1976년 ~ )은 KBS 드라마본부의 프로듀서이다.

## 경력
- KBS 드라마본부 PD

## 연출 작품
| 방송 년도       | 방송사 | 제목                              | 극본           | 비고                                  |
| --------------- | ------ | --------------------------------- | -------------- | ------------------------------------- |
| 2005년          | KBS2   | 부활                              | 김지우         | 24부작, 조연출                        |
| 2005년 ~ 2006년 | KBS2   | 고향역                            | 이홍구         | 174부작, 조연출                       |
| 2007년          | KBS1   | 하늘만큼 땅만큼                   | 최현경         | 165부작, 조연출                       |
| 2010년          | KBS1   | 거상 김만덕                       | 김진숙, 강다영 | 30부작, 조연출                        |
| 2010년 ~ 2011년 | KBS2   | 사랑하길 잘했어                   | 이금주         | 162부작, 조연출                       |
| 2012년          | KBS2   | 각시탈                            | 유현미         | 28부작, 윤성식 PD와 공동 연출         |
| 2013년          | KBS2   | 상어                              | 김지우         | 20부작, 박찬홍 PD와 공동 연출         |
| 2013년          | KBS2   | KBS 드라마 스페셜 - 진진          | 김지우         | 단막극                                |
| 2014년          | KBS2   | KBS 드라마 스페셜 - 그런 사랑     | 이주연         | 단막극                                |
| 2014년          | KBS2   | 조선총잡이                        | 이정우, 한희정 | 22부작, 김정민 PD와 공동 연출         |
| 2014년 ~ 2015년 | KBS2   | 왕의 얼굴                         | 이향희, 윤수정 | 23부작, 윤성식 PD와 공동 연출         |
| 2015년          | KBS2   | KBS 드라마 스페셜 - 귀신은 뭐하나 | 손세린         | 단막극                                |
| 2015년          | KBS2   | 발칙하게 고고                     | 윤수정, 정찬미 | 12부작, 프로듀서                      |
| 2016년          | KBS2   | 백희가 돌아왔다                   | 임상춘         | 4부작 단막극                          |
| 2016년          | KBS2   | 함부로 애틋하게                   | 이경희         | 20부작, 박현석 PD와 공동 연출         |
| 2018년          | KBS2   | 너도 인간이니?                    | 조정주         | 36부작(18부작), 윤종호 PD와 공동 연출 |
| 2019년          | KBS2   | 동백꽃 필 무렵                    | 임상춘         | 40부작(20부작), 강민경 PD와 공동 연출 |
| 2022년          | JTBC   | 기상청 사람들: 사내연애 잔혹사 편 | 선영           | 16부작, 고혜진 PD와 공동 연출         |

## 수상 및 후보
| 연도 | 시상식              | 부문                 | 작품           | 결과 |
| ---- | ------------------- | -------------------- | -------------- | ---- |
| 2020 | 제56회 백상예술대상 | TV부문 드라마 작품상 | 동백꽃 필 무렵 | 후보 |
| 2020 | 제56회 백상예술대상 | TV부문 연출상        | 동백꽃 필 무렵 | 후보 |